# Tomasz Dedek
Tomasz Michał Dedek (ur. 20 września 1957 w Rawie Mazowieckiej) – polski aktor teatralny, filmowy, telewizyjny i dubbingowy.

## Życiorys
W 1979 zagrał w filmie Godzina „W” jako strzelec „Orzeł”, zyskując tą rolą dużą popularność. W 1981 ukończył studia na Wydziale Aktorskim Państwowej Wyższej Szkoły Teatralnej w Warszawie. W tym samym roku został aktorem Teatru Ateneum w Warszawie. Dużą popularność przyniosła mu rola Jędruli Kossonia, męża Alutki w Rodzinie zastępczej. Obecnie występuje w filmach i serialach telewizyjnych. W 2021 wystąpił w teledysku do singla Maty „Szmata”.
4 listopada 2007 przyznał, że w latach 1977–1980 był tajnym współpracownikiem Służby Bezpieczeństwa.

## Życie prywatne
Urodził się w 1957 roku, jako trzecie dziecko swoich rodziców. Miał brata urodzonego w 1949 roku, oraz siostrę.  Ojciec Tomasza Dedeka, Antoni - był z zawodu fryzjerem, podobnie jak trzech pozostałych braci ojca. Jego rodzina migrowała z Łodzi, do Józefowa k/ Warszawy, a następnie przeprowadziła się do domu przy ul. Klonowej w Opaczy k. Warszawy (dziś Opacz-Kolonia), gdzie spędził dzieciństwo. Uczęszczał do Szkoły Podstawowej w Michałowicach k. Warszawy. Ukończył Liceum Handlowe (potrzebny przypis) 
Żonaty z Magdaleną Soszyńską. Mają dzieci. W 2019 wyznał, że zdiagnozowano u niego raka prostaty.

## Filmografia
- 1979: Godzina „W” jako strzelec „Orzeł”
- 1981: Wielki bieg jako Kazimierz Sosna
- 1982: Przesłuchanie jako ubek „Czesiek” aresztujący Antoninę
- 1982: Popielec jako Józuś Garstka
- 1983: Thais jako Chereon, uczestnik uczty
- 1983: Na straży swej stać będę jako Herbert Bielas
- 1984: Miłość z listy przebojów jako Piotr Ujma, chłopak Elizy
- 1985: Rośliny trujące jako Siara
- 1985: Labirynt jako kelner w pustej restauracji
- 1986: Zmiennicy jako „Pan Andrzej”, sutener
- 1987: Dorastanie jako Jan Braniak
- 1988: Teatrum wiele tu może uczynić... jako aktor w „Powrocie posła” i „Krakowiakach i góralach”
- 1988: Pięć minut przed gwizdkiem jako piłkarz Zenek
- 1988: Król komputerów jako kobieta
- 1992: Żegnaj, Rockefeller jako sprzedawca (odc. 2)
- 1992: Psy jako Wawro, oficer SB
- 1992: Czarne Słońca jako Wilk
- 1993: Lista Schindlera jako gestapowiec
- 1993: Plecak pełen przygód jako ojciec Aslaka (odc. 2)
- 1994: Psy 2. Ostatnia krew jako Wawro, podwładny Bienia
- 1994: Młodość winna być nagła i ostra jak klinga! jako Jarosław Iwaszkiewicz
- 1995: Pułkownik Kwiatkowski jako dowódca posterunku
- 1995: Les Milles jako internowany pieczący ptaki
- 1995: Ekstradycja jako człowiek „Sytego” (odc. 1 i 2)
- 1995: Szaleńcy, wzrośniem kiedyś kłosami mądrości. Jan Lechoń 1899-1956 jako Jarosław Iwaszkiewicz
- 1996: Wezwanie jako milicjant przeszukujący mieszkanie Makowskiej
- 1996: Tajemnica Sagali jako uczestnik zjazdu (odc. 12 i 13)
- 1996: Nocne graffiti jako „Mały”
- 1996: Dom jako plutonowy, dowódca Mietka w wojsku (odc. 14)
- 1997: Taekwondo jako prezes klubu
- 1997: Sztos jako fałszerz
- 1998: Złotopolscy jako policjant, kolega Wieśka Gabriela vel złodziej „Fantom” (odc. 16)
- 1998: Złotopolscy jako współpracownik Marcela (odc. 46)
- 1998: Amok jako policjant, znajomy Maćka
- 1999–2009: Rodzina zastępcza jako producent filmowy Jędrzej „Jędrula” Kossoń, sąsiad Kwiatkowskich
- 1999: Trzy szalone zera jako dzielnicowy
- 1999: Policjanci jako Roman Markus, były policjant (odc. 4 i 8)
- 1999: Pan Tadeusz jako domownik Sędziego
- 1999: Ja, Malinowski (odc. 10 i 14)
- 1999: Fuks jako „Baba”, ochroniarz Bagińskiego
- 2000: Wyrok na Franciszka Kłosa jako Kursz
- 2000: Wielkie rzeczy jako Stacho Tomczyk, właściciel wypożyczalni kaset video, kochanek Kaśki
- 2000: Twarze i maski jako Stanisław Wurski
- 2000–2001: M jak miłość jako Robert Kozielski, wspólnik Zduńskiego
- 2000: Enduro Bojz jako dowódca antyterrorystów
- 2000–2001: Adam i Ewa jako policjant prowadzący dochodzenie w sprawie oszustw Milagros
- 2001: Więzy krwi jako Chris Keller, były narzeczony Ewy
- 2001: Tam, gdzie żyją Eskimosi jako członek rosyjskiej mafii
- 2001: Poranek kojota jako „Mały”, człowiek „Dzikiego”
- 2001: Pieniądze to nie wszystko jako „Dziobaty”, wysłannik konkurencji
- 2001: Garderoba damska jako fotografik Miron (odc. 10)
- 2002: Miodowe lata jako Krzysztof Borejsza, narzeczony Anity (odc. 96)
- 2002: Haker jako ojciec Adama
- 2002–2004: Samo życie jako Henryk Rowicki, dyrektor CVIII Liceum Ogólnokształcącego, mąż Elżbiety
- 2003: Szycie na gorąco jako Cezary Czyjarek
- 2003: Pogoda na jutro jako policjant pilnujący Kozioła w szpitalu
- 2003: Kasia i Tomek jako Jerzy Majdecki, przedstawiciel towarzystwa ubezpieczeniowego; tylko głos (Seria II/odc. 18)
- 2003: Kasia i Tomek jako strażnik miejski (Seria III/odc. 4)
- 2003–2005: Defekt jako Radecki, ojciec Jacka (Seria II)
- 2004–2005: Oficer jako generał policji
- 2004: Na dobre i na złe jako Marek, ojciec Rafała (odc. 171)
- 2004: Kryminalni jako Karol, członek bandy (odc. 11)
- 2005: Siedem grzechów popcooltury jako Mojżesz, biznesmen
- 2005–2006: Egzamin z życia jako Wolski, wykładowca Michała
- 2005: Czego się boją faceci, czyli seks w mniejszym mieście jako seksuolog (Seria 3/odc. 11)
- 2006: Fala zbrodni jako minister Jan Widłak (odc. 57-61)
- 2006: Oficerowie jako generał policji (odc. 5 i 14)
- 2006–2010: My baby jako producent (odc. 4)
- 2007: Tajemnica twierdzy szyfrów jako generał Awram Zawieniagin
- 2007: Regina jako policjant
- 2007: Ekipa jako nadinspektor Wolski, komendant główny Policji (odc. 3 i 4)
- 2007: Determinator jako Tadeusz Dorenda, dyrektor szpitala
- 2008: Trzeci oficer jako generał policji
- 2008–2009: Teraz albo nigdy! jako redaktor naczelny „afery”, szef Basi
- 2008: Plebania jako detektyw
- 2008: Hotel pod żyrafą i nosorożcem jako Jurek Krzywulski
- 2009: Ojciec Mateusz jako Sadowski, wspólnik Lipskiego (odc. 20)
- 2009: Generał Nil jako generał Stanisław Tatar
- 2009, 2013: Blondynka jako Bogdan Romuzga, brat felczerowej
- 2009: Barwy szczęścia jako ojciec Ady
- 2010: Nowa jako Marcin Rajmund (odc. 5)
- 2010: Mała matura 1947 jako profesor Podkowiński, chemik
- 2010: Mała matura 1947 jako profesor Podkowiński, chemik (odc. 3)
- 2010: Hotel 52 jako Leszek Mamiński (odc. 3)
- 2010: Czas honoru jako obersturmbannfuhrer Josef Tannenberg (odc. 28-39)
- 2011: Układ warszawski jako przewodniczący stowarzyszenia praw ojców (odc. 9)
- 2011: Licencja na wychowanie jako kolega Weroniki (odc. 86)
- 2011–2013: Galeria jako Tadeusz Woydatt vel Tomasz Paluch, właściciel galerii
- 2012: Na Wspólnej jako Gerard
- 2012–2015: Prawo Agaty jako detektyw Pluciński
- 2012: Paradoks jako minister Kownacki (odc. 8 i 9)
- 2013: Komisarz Alex jako profesor Stranzl (odc. 39)
- 2013: Bilet na Księżyc jako pułkownik, przewodniczący komisji poborowej
- 2014: Ojciec Mateusz jako Ryszard Dworski (odc. 156)
- 2014: Na krawędzi 2 jako podinspektor Zbigniew Niżyński, oficer polskiej sekcji Europolu
- 2014: Pierwsza miłość jako Sebastian Szklarski, biznesmen zajmujący się transportem wodnym
- 2014: Baron24 jako Bolek Cybula, ojciec Bogusia (odc. 7)
- 2015: Nie rób scen jako Henryk, ojciec Rafała (odc. 3)
- 2015: Na dobre i na złe jako Franciszek (odc. 606)
- 2016: O mnie się nie martw jako Mariusz, sponsor Patrycji Kozłowskiej (odc. 55 i 56)
- 2016: Historia Roja jako Jan Wodzyński, funkcjonariusz UBP
- 2016: Belfer jako Zbigniew Tarczyński, ojciec Łukasza
- 2017: Komisarz Alex jako profesor Adam Kucz (odc. 127)
- 2017: Druga szansa jako ordynator Kurc (Seria IV/odc. 10 i 12)
- 2017: Belle Epoque jako major Ludwik Hartman, ojciec Faustyny (odc. 4)
- 2018: Za marzenia jako nauczyciel Walczak (odc. 12 i 13)
- 2018–2019: Diagnoza jako Tadeusz Słowiński, były minister
- 2018: Barwy szczęścia jako detektyw Matuszewski
- 2018: Ojciec Mateusz jako Ludwik Wolski, „narzeczony” Anny Dziubak (odc. 260)
- 2019: Marcel jako naczelnik
- od 2019: M jak miłość jako Jarosław Olewicz
- 2019–2020: Leśniczówka jako Janiuk, ojciec Klary
- 2020: Ojciec Mateusz jako Jerzy Rutkowski, ojczym Wiktorii (odc. 293)
- 2020: Asymetria jako Stefan Wójcik
- 2020: Żeby nie było śladów jako generał Wojciech Jaruzelski
- 2020: Nieobecni jako Marian Zachara, ojciec Filipa
- 2020: Pętla jako podinspektor Jan  Szkutnik
- 2021: Pitbull jako Andrzej Kolikowski ps. „Pershing”
- 2021: Na dobre i na złe jako Janusz Borucki
- 2021: Komisarz Mama jako Karol (odc. 3)
- 2021: Miłość, seks & pandemia jako Marian, ojciec Bartka
- od 2022: Przyjaciółki jako Hubert Laskowski
- 2022: Wotum nieufności jako prezydent Rosji Michaił Korowiow
- 2024: Fuks 2 jako „Profesor”
- 2025: Putin jako Boris Jelcyn

## Dubbing
- 1989–1992: Chip i Dale: Brygada RR – panda z zoo
- 1997: Polowanie na mysz – Caeser
- 2007: Rodzinka Robinsonów – Carl
- 2015: Wiedźmin 3: Dziki Gon – Filip „Krwawy Baron” Stenger
- 2015: Wiedźmin: Dziki Gon. Serca z kamienia − Ojciec Aldony
- 2015: Imperium robotów. Bunt człowieka − Danny
- 2016: Jak zostać kotem − Felix Grant
- 2016: Czerwony kapitan − Czerwony kapitan
- 2017: Star Wars: Battlefront II – Garrick Versio
- 2017: Horizon Zero Dawn: The Frozen Wilds – Burgrend
- 2018: Han Solo: Gwiezdne wojny – historie – Tobias Beckett
- 2018: Detroit: Become Human – Śledczy
- 2018: Krzysiu, gdzie jesteś? – Giles Winslow
- 2018: Paradise PD – Randall Crawford
- 2018: Venom – Cletus Kasady
- 2019: Praziomek – Willard Stenk
- 2021: Venom 2: Carnage – Cletus Kasady / Carnage
- 2022: Moon Knight – Arthur Harrow[7]

## Teledyski
- 2021: Mata – „Szmata” jako alfons